# Thanatus prolixus
Thanatus prolixus är en spindelart som beskrevs av Simon 1897. Thanatus prolixus ingår i släktet Thanatus och familjen snabblöparspindlar. Inga underarter finns listade i Catalogue of Life.